# Luge nos Jogos Olímpicos de Inverno de 2010
As competições de luge nos Jogos Olímpicos de Inverno de 2010 foram realizadas no Whistler Sliding Centre entre 13 e 17 de fevereiro.

## Calendário
| Fevereiro | 12 | 13 | 14 | 15 | 16 | 17 | 18 | 19 | 20 | 21 | 22 | 23 | 24 | 25 | 26 | 27 | 28 |
| --------- | -- | -- | -- | -- | -- | -- | -- | -- | -- | -- | -- | -- | -- | -- | -- | -- | -- |
| Luge      |    |    | 1  |    | 1  | 1  |    |    |    |    |    |    |    |    |    |    |    |

|  | Dia de competição |  | Dia de final |

## Eventos
- Individual masculino
- Individual feminino
- Duplas

## Acidente

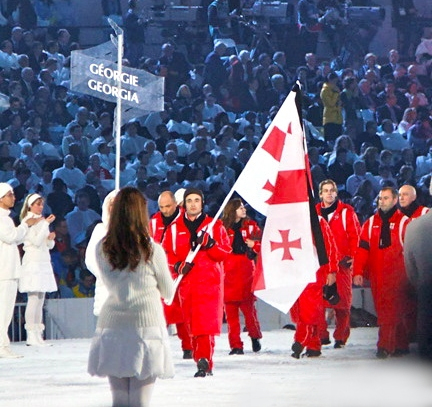
Delegação da Geórgia desfila de luto após acidente fatal.

O Whistler Sliding Centre, que registou algumas das mais altas velocidades do luge, foi palco de vários acidentes em sessões de treino antes da abertura dos Jogos.
Na sessão de treino de 12 de Fevereiro, o piloto georgiano Nodar Kumaritashvili morreu devido a ferimentos causados por um choque violento na parte final da pista, quando seguia a 144,3 km/h. O trenó do atleta subiu o lado da pista e enviou-o contra um pilar de suporte, de aço. O atleta foi levado ao hospital do centro, tendo falecido horas depois.
A Federação Internacional de Luge convocou de imediato uma reunião de emergência após o acidente, e todos os treinos foram cancelados. À noite, durante a cerimônia de abertura dos Jogos, a delegação da Geórgia desfilou de luto sob aplausos do público presente.

## Medalhistas
| Evento                        | Ouro                                       | Prata                              | Bronze                                      |
| ----------------------------- | ------------------------------------------ | ---------------------------------- | ------------------------------------------- |
| Individual masculino detalhes | Felix Loch GER Alemanha                    | David Möller GER Alemanha          | Armin Zöggeler ITA Itália                   |
| Individual feminino detalhes  | Tatjana Hüfner GER Alemanha                | Nina Reithmayer AUT Áustria        | Natalie Geisenberger GER Alemanha           |
| Duplas detalhes               | Andreas Linger Wolfgang Linger AUT Áustria | Andris Šics Juris Šics LAT Letônia | Patric Leitner Alexander Resch GER Alemanha |

## Quadro de medalhas
| Ordem | País         | Medalha de ouro | Medalha de prata | Medalha de bronze |   | Ordem por total |
| ----- | ------------ | --------------- | ---------------- | ----------------- | - | --------------- |
| 1     | GER Alemanha | 2               | 1                | 2                 | 5 | 1               |
| 2     | AUT Áustria  | 1               | 1                |                   | 2 | 2               |
| 3     | LAT Letônia  |                 | 1                |                   | 1 | 3               |
| 4     | ITA Itália   |                 |                  | 1                 | 1 | 3               |
| TOTAL | TOTAL        | 3               | 3                | 3                 | 9 | —               |